# Gowidlino
Gowidlino (dodatkowa nazwa w j.kaszubskim Gòwidlëno, niem. Gowidlino) – wieś letniskowa w Polsce, położona w województwie pomorskim, w powiecie kartuskim, w gminie Sierakowice.
Duża kaszubska wieś leży na obszarze moreny dennej Pojezierza Kaszubskiego, nad północnym brzegiem jeziora Gowidlińskiego przy drodze wojewódzkiej nr 211 (Żukowo-Kartuzy-Sierakowice-Nowa Dąbrowa). Miejscowość jest siedzibą sołectwa Gowidlino, w którego skład wchodzą również Lemany, Kawle, Dolina Jadwigi, Gowidlinko i Gowidlino-Wybudowanie. W Gowidlinie znajdują się liczne kwatery agroturystyczne i plantacje truskawek.
Wieś królewska w starostwie mirachowskim w województwie pomorskim w II połowie XVI wieku. W latach 1954–1971 wieś należała i była siedzibą władz gromady Gowidlino, po jej zniesieniu w gromadzie Sierakowice. W latach 1975–1998 miejscowość administracyjnie należała do województwa gdańskiego.

## Integralne części wsi
| SIMC    | Nazwa | Rodzaj    |
| ------- | ----- | --------- |
| 0170943 | Kawle | część wsi |

## Nazwa miejscowości
Wieś wzmiankowana po raz pierwszy w 1360 r. w formie Gowidelin. Kolejne, dość liczne wzmianki, również z czasów krzyżackich, brzmią podobnie. Z czasów polskich są zapisy Gowidlno (1565 r.), Gowidlin (1599 r.) i od XVII w. Gowidlino. Późniejsza urzędowa nazwa niemiecka również brzmiała Gowidlino.
W ukształtowaniu się nazwy zaszły 2 procesy, jeszcze przed jej pojawieniem się w źródłach pisanych. Podstawą nazwy jest prasłowiański wyraz gowędo o znaczeniu bydło rogate. Do tego rdzenia dodano przyrostek -no, co dało nazwę Gowiędno (samogłoska ę zmiękczyła poprzedzające ją w), o znaczeniu pastwisko bydła. Do nazwy Gowiędno dodano jeszcze przyrostek -ino i tak powstało Gowiędnino. Dwie takie same spółgłoski n "rozpodobniono" na l i n, co dało kolejną formę przejściową Gowiędlino. Druga zmiana fonetyczna jest typowo kaszubska, mianowicie zamiana -ę- po spółgłosce miękkej w i (por. pol. pięść, kasz. pisc; pol. zięć kasz. zyc, pol. ciągnąć kasz. cygnąc. Efektem opisanych procesów językowych jest ostatecznie współczesna nazwa Gowidlino / Gòwidlëno, która pierwotnie oznaczała miejsce wypasu bydła.
W czasie II wojny światowej władze hitlerowskie zastąpiły wcześniej stosowaną przez administrację pruską nazwę Gowidlino sztuczną i ahistoryczną, "czysto niemiecką" formą Göbeln.

## Historia miejscowości
Wieś po raz pierwszy pojawiła się w źródłach krzyżackich w roku 1360 jako własność Zakonu.
Po ustąpieniu Zakonu z Pomorza Gdańskiego w roku 1466 wieś królewska w starostwie mirachowskim, województwa pomorskiego w I Rzeczpospolitej.
W 1772 r. wraz z I rozbiorem Polski weszła w skład Królestwa Prus. 
W roku 1866 stała się wsią parafialną. Do tego czasu była częścią parafii Sierakowice.
Na koniec 1892 r. wieś z przyległościami liczyła 1158 mieszkańców. Dla 1011 z nich językiem ojczystym był kaszubski (980 katolików i 31 ewangelików), dla 127 niemiecki (124 ewangelików i 3 katolików), dla 3 polski (katolicy). Mozaikę narodowościowo-wyznaniową uzupełniało 17 Żydów.
W pierwszej połowie listopada 1906 r. w miejscowej szkole elementarnej rozpoczął się strajk dzieci przeciwko nauczaniu religii w języku niemieckim (jego dalszy przebieg nie jest znany). Z uczestników strajku znane są nazwiska następujących dzieci: Pawelczykowie, Bigusowie. Strajk był elementem znacznie większej akcji biernego oporu wobec pruskich władz szkolnych. 
W 1913 r były we wsi 2 karczmy prowadzone przez Johannesa Maschke i A. Wolgemutha. Było 2 dużych właścicieli ziemskich: Otto Katschke i Pauline Zielke; 3 kowali: Josef Bigus, F. Schuetze i Johan Zielke; piekarz: J.Schuttenberg; 2 krawców: Johann von Czarnowski i Johann Wenta; szewc F. Czarnowski. 5 sklepów kolonialno/spożywczych, z czego po jednym u wymienionych wyżej karczmarzy, a właściciele pozostałych to: Martin Bigus, Rosalie Strzepkowski, Julius Goldstrom. Ten ostatni oferował również artykuły przemysłowe i odzieżowo-konfekcyjne. Zarejestrowany handel bydłem prowadził Johann Liss.
Od 1920 r. wieś znajdowała się ponownie w granicach Polski (powiat kartuski). 

## Zabytki
- neogotycki kościół parafialny z lat 1866–1868 (zbudowany z kamieni ciosanych) ze stylową wieżą[13].

## Osoby związane z Gowidlinem
- Brunon Bigus
- Danuta Stenka
- ks. Franciszek Cybula